# Mediabruket
Mediabruket är ett svenskt TV-produktionsbolag, grundat år 2009 med säte i Stockholm.
Mediabruket är inriktat på produktion av dokumentära och faktabaserade TV-produktioner och informationsfilm inom främst nutidshistoria och samhällsfrågor, för det mesta visade i Sveriges Television eller Utbildningsradions TV-sändningar. Bland bolagets producenter och programledare finns Rasmus Åkerblom, Melker Becker, Johanna Becker, Lisa Wahlbom och Daniel Skogström.

## Produktioner (urval)

### TV-serier
- Trettioåriga kriget: Sveriges skräckvälde i Europa.
- Det stora kriget (internationell samproduktion)
- Kalla krigets fordon
- Hemliga svenska rum
- Det hände här[2]
- Svenska hemligheter
- Väsen
- Kyrkornas hemligheter
- Vägen till Nobelpriset
- En bild berättar
- En tavlas hemlighet
- Retro
- Entreprenörerna
- Döden, döden, döden
- Edward Bloms gästabud
- Av nöd eller lust
- Hönsen på Tovetorp
- Kvinnorna på fröken Frimans tid
- Sanningen om vikingar
- Om kriget kom

### Barnserier
- Zombie
- Sagomattan
- Brev från första världskriget

### Dokumentärprogram
- Det svenska dataundret[3]
- Svenska hemligheter: världens största sjöslag
- Vikingarna vid gamla Uppsala
- Peace & Love: uppgång och fall
- Siewert och sågklingan
- En eskortflickas dagbok[4]
- Ingen riktig våldtäkt
- Vindkraftskriget
- Estrid
- Regissören som försvann (K-special)